# Actinidia suberifolia
Actinidia suberifolia là một loài thực vật]] thuộc họ Actinidiaceae. Đây là loài đặc hữu của Trung Quốc.